# USS Philippine Sea (CG-58)
USS Philippine Sea (CG-58) je dvanaesta raketna krstarica klase Ticonderoga u službi američke ratne mornarice te drugi brod koji nosi to ime.

## Vanjske poveznice
- philippine-sea.navy.mil  Arhivirana inačica izvorne stranice od 5. svibnja 2010. (Wayback Machine)